# 搜靈
《搜靈》是倪匡筆下科幻小說衛斯理系列之一。故事探討人類的靈魂在哪裏。並藉由主角與一個神秘光環的對話，探討人的靈魂和珠寶的關係。

## 故事大綱

### 一場珠寶博覽會
衛斯理被喬森邀請到紐約參加一個珠寶展覽會。喬森是二戰時的英國情報組織出身，在年青的時候對抗納粹份子，曾經策反蘇聯企圖策反他的人，經驗豐富被聘為珠寶展覽會的保安主任。衛斯理發覺喬森一直被有關靈魂的問題困擾，每天晚上都說夢話，不知在向什麼人說"我沒有?你們有嗎?"，困擾喬森的似乎不是人類，而根據同住的兩個年輕人證詞，此事似乎另有隱情。

### 發掘寶藏的熱門合夥人
珠寶展覽會再三天就要舉行，此時喬森要衛斯理去見一個在木炭故事中曾經出場的靈媒金特，理由是他是珠寶大盜，他要一張珠寶會請帖。在追查喬森與金特之間的關係時，衛斯理發現，困擾喬森的是一個神祕的光環，目的是逼問人的靈魂與珠寶的關係。靈媒金特與光環似乎有所聯繫，雙方討論過人有沒有靈魂。至於光環為何找上喬森?乃是因為這場珠寶展覽會，是探索人的靈魂跟珠寶關係的最佳地點。

### 在珠寶博覽會上發表演說的靈媒
本身持有珠寶展覽會請柬。不請自來的靈媒金特，在珠寶展覽會上發表演說，認為人的靈魂就在珠寶之中。卻被主席命令警衛把他丟了出去。金特與光環似乎有所聯繫，雙方討論過人有沒有靈魂。至於光環為何找上保安主任喬森?乃是因為這場珠寶展覽會，是探索人的靈魂跟珠寶關係的最佳地點。金特認為人的靈魂就在珠寶中。

### 神秘的天國號事件
喬森最終跳樓自殺，只為證明自己有靈魂，衛斯理亦從當年二戰日本海軍軍官青木歸一口中，了解到在二次大戰時日本海軍的「天國號」上發生的神秘事件，喬森亦曾花上一段時間與心力去搜尋天國號的資料。根據青木的說法，天國號為日本二戰時，秘密建造的巨型戰艦，據說比大和號還要大，建造目的是為了復興帝國，作為最後的戰力。為了讓山本五十六大將轉為指揮官，日本軍方更故意執行「假死作戰」，使山本五十六大將的作息表為美國情報單位所知，使山本五十六座機在新幾內亞所羅門群島上空被伏擊，而轉任為天國號的指揮官。然而日本意外因兩顆原子彈而投降，當日本宣佈投降時，山本五十六海軍大將從機密調頻上收到一個秘密訊息，下令天國號艦上官兵集體殉國，而死前將會有人來「視察」他們的靈魂，結果，天國號絕大部份船員，被一個巨大光環殺死，只有青木一個人獲救。因違逆山本五十六大將而躲在禁閉室中倖免於難，而未被光環殺死的青木歸一，以救生艇在海上漂流時，一直被一個光環詢問有關靈魂的問題，差點精神崩潰，最後漂流到一個小島，終於得救。

### 鄂斯曼王朝的寶藏
鄂斯曼土耳其王朝的傳人但丁。邀衛斯理一起尋找王朝寶藏，聲稱都有地圖。只要衛斯理跟他一起前往瑞士日內瓦湖畔的別墅去見他祖母。另外衛斯理亦發覺他的的祖母品娜，跟青木一樣，都遇到一個光環，光環向人詢問有關人的靈魂的問題，原來當時但丁的祖母品娜，在當年鄂斯曼土耳其帝國崩潰前，是君王蘇丹的愛妃。當年鄂圖曼土耳其王朝的首都伊斯坦堡陷落以前，蘇丹(Sultan)下令殺死所有後宮嬪妃，以免被敵人侮辱，只有但丁的祖母賓娜，由兩個護衛協助逃走，帶著一隻號稱『打不開的盒子』，裡面有鄂圖曼王朝寶藏的地圖。然而賓娜途中被兩個護衛背叛，打算殺她滅口，奪取她身上的一個號稱打不開的盒子，當時光環突然從盒子中出現，殺了兩個護衛，並詢問她關於人的靈魂和珠寶的問題。品娜在逃走前已懷了身孕，蘇丹並把王朝寶藏埋藏的秘密地點告訴她，但她的兒子早死，結果就把此事傳給孫子但丁，要但丁找一個可靠的人，來協助他尋找寶藏。

### 與光環的對話
衛斯理和但丁尋著藏寶圖所標示的地點，來到鄂斯曼王朝藏寶的洞窟，用炸藥炸開山洞。當他們得到鄂斯曼王朝留下來的寶藏時，但丁想獨吞全部寶石，做出背叛行為。在山洞狹縫中，用迷霧噴劑迷倒衛斯理，結果把衛斯理困在寶藏的山洞中等死。衛斯理在絕境之中遇上了「光環」，並與其討論靈魂存在與否，以及靈魂是甚麼的問題，並從反物質的理論，了解到光環其實是來自外太空的「反生命」，衛斯理認為光環本身，很可能就是地球人的靈魂。當衛斯理在光環的協助下逃出山洞後，看見但丁的車子，被當地遊牧民族伏擊，但丁在車禍中喪生，屍體被壓在車子底下。衛斯理回家後，與白素討論，認為人的靈魂，可有可無，視乎人認不認為自己有靈魂存在。但丁為了獨吞珠寶，出賣了自己的靈魂，等於將自己的靈魂賣掉，他的靈魂就在寶石中。

## 故事角色
- 衛斯理 - 故事主角的作家，好管閒事的人。進出口行董事。
- 喬森 - 衛斯理好友。珠寶展覽會保安主任。力邀衛斯理參加。
- 金特 - 靈媒，與光環有聯繫，雙方討論過人有沒有靈魂。
- 但丁 - 自稱鄂圖曼土耳其帝國傳人，邀衛斯理尋找王朝寶藏。
- 賓娜 - 但丁的祖母，鄂圖曼土耳其帝國崩壞時，獨自一人逃離蘇丹宮殿，帶著一只號稱打不開的盒子，裡面有王朝寶藏地圖。
- 鄂圖曼七世 - 鄂斯曼王朝的君王。在凱末爾領導民眾革命時，被推翻的土耳其蘇丹。土耳其兵敗時，決定殉國，叮囑愛妾嬪娜到保加利亞投奔王室故人。
- 山本五十六 - 二戰日本海軍大將。天國號指揮官。當太平洋戰爭結束時，艦上官兵自機密調頻收到一封神秘的電訊，要他們集體殉國。
- 青木歸一 - 二戰日本海軍軍官，天國號事件倖存者。在海上漂流了一星期，終於獲救。

## 作者想表達的想法
- 這個故事中，來自外星的神祕光環為尋找靈魂，命令日本軍艦上的官兵集體自殺殉國，船上的官兵集體消失的故事，改編自十八世紀英國詩人柯立芝(Samuel Coleridge)的長篇敘事詩《老水手之歌》(The Rime of Ancient Mariner)(又譯《古舟子詠》)，只是故事的時代背景及角色改成二戰現代。小傑搭雙桅帆船出海，船隨著季候風來到冰天雪地的北極後，船上的人們並未失去信心，然而意外發生。因為小傑以十字弓射殺信天翁(十字架)使全船人喪失信仰，船被引導進入一片無風的海域，而受到『死神』和『死中之生』兩個死神所搭的船魅惑，在死神之一贏得骰子後，船上人們集體死亡，靈魂升天，只有小傑一人倖免於難。他搭乘空船在海上漂流，伴著他的只有滿船的屍體。奇怪的是眾人屍體不會腐爛，那是因為『死中之生』和『死神』的魔力使然。白天有太陽，晚上有鬼火。千辛萬苦終於回到陸地。最後只有他獨自一人回來。向別人講述這個故事。
- 這個故事中的靈媒金特，原本在第一版《極刑》故事中登場，是恐怖蠟像館的幕後黑手，後來新版故事改成外星人米端，目的是維持每個故事中角色只出現一次的慣例。

## 廣播劇
- 香港商業電台以粵語於1988年星期一至五，每日下午三時正播出《搜靈》廣播劇，合共15集。為商台衛斯理廣播劇系列第十四個故事。
  - 監製：金貴
  - 改編：唐寧
  - 配音
    - 朱子聰 飾演 衛斯理
    - 錢佩卿 飾演 白素
    - 楊廣培 飾演 喬森
    - 盧雄 　飾演 金特
    - 金貴 　飾演 但丁‧鄂斯曼
    - 陳森 　飾演 青木歸一
    - 馮天衡 飾演 山本五十六/「光環」
    - 朱雪梅 飾演 但丁祖母
    - 吳忠泰 飾演 阿積(喬森部下)
    - 莫佩雯 飾演 莎莉(酒店職員/喬森秘書)/珠寶展嘉賓/護士
    - 馮天行 飾演 阿占(喬森部下)
    - 甄錦華 飾演 警衛/珠寶展主席/老邱(但丁管家)
    - 葉佳 　飾演 金特司閽
    - 陳永信 飾演 法醫/珠寶展嘉賓
    - 馬淑逑 飾演 老婦人
    - 李錦 　飾演 侍應生/醫生

## 詮釋
1. ↑  《搜靈》（明窗出版社，1987年）

| 前任者： 048 盜墓 | 衛斯理系列（按編號） 049                               | 繼任者： 050 茫點 |
| 前任者： 盜墓     | 衛斯理系列（按連載時序） 1981年11月27日至1982年4月17日 | 繼任者： 茫點     |